# Episodi di Apple & Onion (seconda stagione)
La seconda stagione della serie animata Apple & Onion, composta da 36 episodi è stata trasmessa negli Stati Uniti, da Cartoon Network, dal 21 luglio 2020 al 7 dicembre 2021.
In Italia viene trasmessa dall'8 giugno 2021 al 20 aprile 2022 su Cartoon Network, lasciando inediti due episodi.
| nº | Titolo originale        | Titolo italiano            | Prima TV USA     | Prima TV Italia   |
| -- | ----------------------- | -------------------------- | ---------------- | ----------------- |
| 1  | Falafel's Passion       |                            | 21 luglio 2020   |                   |
| 2  | Hole in Roof            | Il buco nel soffitto       | 22 luglio 2020   | 8 giugno 2021     |
| 3  | Patty's Law             | La legge di Patty          | 23 luglio 2020   | 9 giugno 2021     |
| 4  | The Eater               | Il divoratore              | 12 ottobre 2020  | 6 settembre 2021  |
| 5  | Apple & Onion's Booth   | Il posto di Apple e Onion  | 13 ottobre 2020  | 10 giugno 2021    |
| 6  | Ferekh                  | Ferekh                     | 14 ottobre 2020  | 14 giugno 2021    |
| 7  | Pat on the Head         | La Regina                  | 15 ottobre 2020  | 15 giugno 2021    |
| 8  | Falafel's Glory         | La rivincita di Falafel    | 16 ottobre 2020  | 16 giugno 2021    |
| 9  | Christmas Spirit        | Spirito natalizio          | 5 dicembre 2020  | 9 settembre 2021  |
| 10 | Slobbery                | Lo scansafatiche           | 18 dicembre 2020 | 17 giugno 2021    |
| 11 | Microwave's Dance Club  | Discoteca Microonde        | 18 dicembre 2020 | 21 giugno 2021    |
| 12 | All Work and No Play    | Solo lavoro e niente svago | 18 dicembre 2020 | 7 settembre 2021  |
| 13 | Drone Shoes             | Le scarpe-drone            | 18 dicembre 2020 | 8 settembre 2021  |
| 14 | Walking on the Ceiling  | A testa in giù             | 12 aprile 2021   | 10 settembre 2021 |
| 15 | Keep It Fresh           | Panino in scadenza         | 12 aprile 2021   | 13 settembre 2021 |
| 16 | Panamanian Night Monkey | Una notte allo zoo         | 13 aprile 2021   | 14 settembre 2021 |
| 17 | Za                      | Za                         | 13 aprile 2021   | 15 settembre 2021 |
| 18 | Broccoli                | Un tetto da riparare       | 14 aprile 2021   | 16 settembre 2021 |
| 19 | Cousin's Day            | Il giorno dei cugini       | 14 aprile 2021   | 17 settembre 2021 |
| 20 | Nothing Can Stop Us     | Un'audizione importante    | 15 aprile 2021   | 20 settembre 2021 |
| 21 | Good Job                | Nessuna riconoscenza       | 15 aprile 2021   | 21 settembre 2021 |
| 22 | One Hit Wonder          | Un successo assicurato     | 16 aprile 2021   | 22 settembre 2021 |
| 23 | A Matter of Pride       | Questione di orgoglio      | 16 aprile 2021   | 23 settembre 2021 |
| 24 | Eyesore a Sunset        | Un orribile tramonto       | 28 ottobre 2021  | 8 aprile 2022     |
| 25 | For Queen and Country   | Amore inaspettato          | 13 novembre 2021 | 13 aprile 2022    |
| 26 | Petri                   | Petri                      | 13 novembre 2021 | 24 settembre 2021 |
| 27 | Lowlifes                | Vita da malviventi         | 13 novembre 2021 | 6 aprile 2022     |
| 28 | Falafel's Car Keys      |                            | 13 novembre 2021 |                   |
| 29 | Sneakerheads            | Tutto per le scarpe        | 20 novembre 2021 | 7 aprile 2022     |
| 30 | Filthy Rich             | Vita da ricchi             | 20 novembre 2021 | 4 aprile 2022     |
| 31 | Truffle Season          | La stagione dei tartufi    | 27 novembre 2021 | 18 aprile 2022    |
| 32 | Lambporcini             | Lambporcini                | 27 novembre 2021 | 19 aprile 2022    |
| 33 | Jerk Chicken            | Pizza a domicilio          | 4 dicembre 2021  | 12 aprile 2022    |
| 34 | Open House Cookies      | In visita per i biscotti   | 4 dicembre 2021  | 14 aprile 2022    |
| 35 | World Cup               | Mondiali di calcio         | 7 dicembre 2021  | 5 aprile 2022     |
| 36 | Win It or Bin It        | Prendere o perdere         | 7 dicembre 2021  | 20 aprile 2022    |